# Championnat du Brésil de football de deuxième division 2012
Navigation
Serie B 2011 Serie B 2013
Le championnat du Brésil de Série B de football 2012 est la deuxième division du championnat du Brésil de football.
Vingt clubs participent au tournoi dont quatre relégués de série A et quatre promus de Serie C.

## Classement final
Le classement est établi sur le barème de points classique (victoire à 3 points, match nul à 1, défaite à 0).
| Rang | Équipe                 | Pts | J  | G  | N  | P  | Bp | Bc | Diff |
| ---- | ---------------------- | --- | -- | -- | -- | -- | -- | -- | ---- |
| 1    | Goiás                  | 78  | 38 | 23 | 9  | 6  | 75 | 37 | +38  |
| 2    | Criciúma               | 73  | 38 | 22 | 7  | 9  | 78 | 57 | +21  |
| 3    | Athletico Paranaense R | 71  | 38 | 21 | 8  | 9  | 65 | 37 | +28  |
| 4    | Vitória                | 71  | 38 | 21 | 8  | 9  | 59 | 43 | +16  |
| 5    | São Caetano            | 71  | 38 | 20 | 11 | 7  | 58 | 38 | +20  |
| 6    | Joinville P            | 60  | 38 | 17 | 9  | 12 | 58 | 40 | +18  |
| 7    | Avaí R                 | 59  | 38 | 18 | 5  | 15 | 44 | 42 | +2   |
| 8    | América Mineiro R      | 55  | 38 | 16 | 7  | 15 | 63 | 58 | +5   |
| 9    | América (Natal) P      | 54  | 38 | 14 | 12 | 12 | 60 | 61 | -1   |
| 10   | Paraná                 | 51  | 38 | 14 | 9  | 15 | 49 | 46 | +3   |
| 11   | Ceará R                | 47  | 38 | 12 | 11 | 15 | 51 | 52 | -1   |
| 12   | ABC                    | 45  | 38 | 11 | 12 | 15 | 50 | 52 | -2   |
| 13   | ASA                    | 48  | 38 | 13 | 5  | 20 | 48 | 56 | -8   |
| 14   | Bragantino             | 44  | 38 | 12 | 8  | 18 | 45 | 53 | -8   |
| 15   | Boa                    | 44  | 38 | 11 | 11 | 16 | 51 | 63 | -12  |
| 16   | Guaratinguetá          | 43  | 38 | 13 | 4  | 21 | 41 | 63 | -22  |
| 17   | CRB P                  | 42  | 38 | 12 | 6  | 20 | 47 | 67 | -20  |
| 18   | Guarani                | 41  | 38 | 10 | 11 | 17 | 36 | 47 | -11  |
| 19   | Ipatinga P             | 31  | 38 | 8  | 7  | 23 | 38 | 73 | -35  |
| 20   | Grêmio Barueri         | 30  | 38 | 7  | 9  | 22 | 38 | 69 | -31  |

| Légende : Promotions et relégations | Légende : Promotions et relégations         |
| ----------------------------------- | ------------------------------------------- |
|                                     | Promotion en Série A                        |
|                                     | Relégation en Série C                       |
|                                     | R : Relégué de Série A P : Promu de Série C |

- Goiás remporte son deuxième titre de champion de deuxième division[1].